# Кірстовщина
Кі́рстовщина — одна з течій профспілкового руху в Україні 1919 р. Названа за прізвищем інженера Костянтина Кірсти, який з початку денікінської окупації Київщини у серпні — вересні 1919 р. разом зі своїми однодумцями сформував «Організаційний комітет по об'єднанню всіх професійних робітничих профспілок м. Києва».
Комітет мав тісні зв'язки з денікінською контррозвідкою. К.Кірсту підтримало чимало робітників, які
повірили в легенду про його героїчне минуле. На одержані від влади гроші (500 тис. рублів) К.Кірста почав видавати газету «Путь рабочего», на її сторінках проповідувалися ідеї «гармонії класових інтересів» та підтримки Добровольчої армії. В одному з номерів були опубліковані дані реєстру «підприємств, що приєдналися до Організаційного комітету». У реєстрі зазначалося, що комітет підтримали 32 тис. осіб, переважно члени профспілок (однак, як було вказано в цій же газеті, реєстр складався на основі даних про кількість членів усіх професійних спілок Києва на 1 січня 1919 р.). У жовтні 1919 р. з ініціативи комітету було створено військову організацію — «робітничо-офіцерську роту», вона взяла участь у боях під Києвом проти військ Червоної армії. Наступ більшовиків змусив денікінців залишити Київ, разом з ними вийшли з міста й провідники комітету. Свою організацію вони почали відроджувати в Одесі. При цьому акцент робився на ті підпрємства, де робітники виявили незадоволення більшовицькою владою. Таким, зокрема, був завод «РОПІТ». Однак уже восени 1919 р. комітет почав втрачати підтримку робітників, а взимку 1920 р. в одеських листівках, прокламаціях і відозвах почали звучати мотиви до згуртування робітників в ім'я перемоги над зрадниками робітництва. Цими настроями одразу ж скористалася більшовицька влада й посилила свої пропагандистські акції.